# Tournoi international de l’Exposition Universelle de Paris
Das Tournoi international de l'Exposition Universelle de Paris (das internationale Turnier der Pariser Ausstellung) war ein internationales Vereinsfußballturnier, das von Mai bis Juni 1937 stattfand. Es wurde zeitgleich mit der in diesem Jahr in Frankreich stattfindenden internationalen Weltfachausstellung 1937 in Paris ausgerichtet. Acht Clubs aus ganz Europa wurden zur Teilnahme eingeladen. Das Turnier wurde vom italienischen Meister FC Bologna gewonnen, der im Finale den englischen Verein FC Chelsea mit 4:1 besiegte. Bolognas Sieg war das erste Mal, dass eine italienische Mannschaft ein internationales Turnier gegen eine englische Mannschaft gewann.

## Das Turnier

### Viertelfinale
Die ausgetragenen Spiele fanden jeweils am 30. Mai in Le Havre, Straßburg, Antibes und Paris statt
|                 | Ergebnis |                        |
| --------------- | -------- | ---------------------- |
| FK Austria Wien | 2:0      | VfB Leipzig            |
| Slavia Prag     | 2:1      | Phöbus FC              |
| FC Chelsea      | 11:11    | Olympique de Marseille |
| FC Bologna      | 4:1      | FC Sochaux             |

1  Chelsea hat durch Münzwurf gewonnen

### Halbfinale
Die Spiele wurden am 3. Juni jeweils in Paris und Lille ausgetragen
|            | Ergebnis |                 |
| ---------- | -------- | --------------- |
| FC Chelsea | 2:0      | FK Austria Wien |
| FC Bologna | 2:0      | Slavia Prag     |

### Spiel um Platz 3
Das Spiel fand am 5. Juni in Saint-Ouen statt
|             | Ergebnis |                 |
| ----------- | -------- | --------------- |
| Slavia Prag | 3:0      | FK Austria Wien |

### Finale

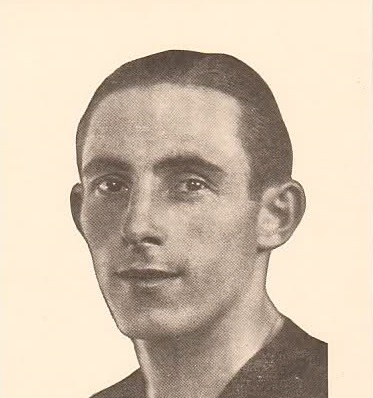
Carlo Reguzzoni erzielte im Finale drei Tore für Bologna

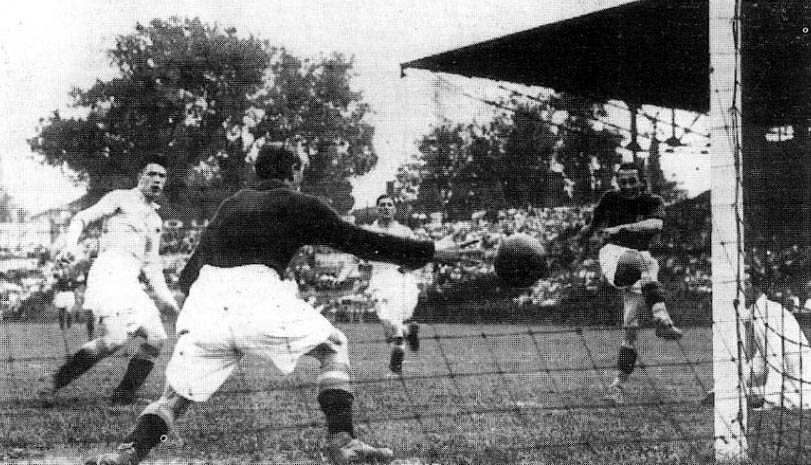
Ein Spielmoment

Das Finale fand am 6. Juni vor großem Publikum im Saint-Ouen statt. Bologna drängte sich körperlich und mit ihrem wilden Siegeswillen auf, zeigte aber auch ein Sicherheitsgefühl, das Chelsea behinderte. In den ersten zehn Minuten zeigte die englische Mannschaft einige brillante und inspirierte Spielzüge und dribbelte mühelos an ihren Gegnern vorbei. Den Italienern gelang es jedoch, sich zu organisieren und gingen in Führung, als Carlos Reguzzoni nach einem Fehler von Außenverteidiger Ned Barkas den Führungstreffer erzielte. Die nun zielstrebigeren Bologna setzten sich schnell und deutlich durch und nur sechs Minuten später verdoppelte Giovanni Busoni die Führung;
Bologna schaffte vor der Pause erneut den dritten Treffer durch Reguzzoni. In der zweiten Halbzeit entspannte sich Bologna aufgrund seines Drei-Tore-Vorsprungs, und die Engländer nutzten dies, um die Kontrolle über das Spiel zu übernehmen, konnten aber kein Tor erzielen bedingt durch die großartige Bologna-Verteidigung, zu der auch der unschlagbare Carlo Ceresoli zwischen den Pfosten, die körperliche Stärke und Klasse von Dino Fiorini und das Positionsgefühl von Felice Gasperi grhörten. Reguzzoni besiegelte seinen Hattrick in der 65. Minute mit einem Tor gegen den Spielverlauf und brachte Bologna damit mit 4:0 in Führung. Chelsea konnte durch einen tollen Solo-Einsatz von Sam Weaver ein kleines Stück Ehre retten. Die besten Bologna-Spieler waren Ceresoli, Reguzzoni, Sansone sowie Andreolo und Fedullo, allesamt Südamerikaner.
| Tournoi International de Paris final |

| 6. Juni 1937 | FC Bologna                       | 4:1             | FC Chelsea | Saint-Ouen, Paris Schiedsrichter: Lucien Leclercq |
| 6. Juni 1937 | Reguzzoni 15′ 31′ 65′ Busoni 20′ | Report1 Report2 | Weaver 72′ | Saint-Ouen, Paris Schiedsrichter: Lucien Leclercq |